# Kompetensutredningen
Kompetensutredningen var en statlig utredning som startades 1965 och lade fram sitt slutbetänkande 1970. Ordförande för utredningen var Jonas Orring från Skolöverstyrelsen (SÖ), medan ledamöterna representerade politiska partier och berörda ämbetsverk.
Ett huvudsyfte för utredningen var att förenkla antagningen till högskolan och samtidigt bredda rekryteringen dit, genom att ge tillträde för andra kategorier än de som genomgått 3- eller 4-årigt gymnasium. En lösning som presenterades var att indela sökande i kvotgrupper – för 3/4-årigt gymnasium, 2-årigt gymnasium, folkhögskola respektive 25:4:or. En annan att införa ett studielämplighetsprov, det som kom att bli högskoleprovet.

## Publikationer i urval
- Kompetensutredningen; Marklund Sixten, Henrysson Sten, Paulin Rolf (1968). Kompetensutredningen (Elektronisk resurs) 3 Studieprognos och studieframgång. Statens offentliga utredningar, 0375-250X ; 1968:25. Stockholm: Ecklesiastikdep. Libris 13927103. http://urn.kb.se/resolve?urn=urn:nbn:se:kb:sou-8213479
- Kompetensutredningen (1970). Kompetensutredningen (Elektronisk resurs) 6 Vägar till högre utbildning, 1 Behörighet och urval. Statens offentliga utredningar, 0375-250X ; 1970:21. Stockholm: Ecklesiastikdep. Libris 14680870. http://urn.kb.se/resolve?urn=urn:nbn:se:kb:sou-8213480
- Kompetensutredningen (1966–1970). Kompetensutredningen.. Stockholm: Ecklesiastikdep. Libris 8213478